# Spătar (dregător)
Spătar  (<din ngr. spatharios <spatha „spadă, paloș“) era în Moldova și Țara Românească denumirea oficială a unui dregător la curtea domnească, având la început sarcina de a purta la festivități sabia și buzduganul domnitorului iar mai târziu avea comanda cavaleriei, devenind comandant suprem al armatei în lipsa domnului. Mai târziu a fost șeful poliției.
Această dregătorie a apărut în Țara Românească la 1415, în vremea lui Mircea cel Bătrân, când spătarul era, de obicei, al patrulea dregător din Sfatul domnesc.